# 伊藤公志
伊藤公志（1973年—），日本男性編劇，出身於宮城縣石卷市。
除了以電視節目導演及劇本統籌身份參與多個電視節目製作，他在2014年開始亦有為電視動畫《多啦A夢》撰寫劇本。

## 主要作品

### 電視動畫
- 《多啦A夢》（編劇，2014年 -）
- 《THE KAIJU STEP》（編劇，2020年 第二季起參與製作）
- 藤子・F・不二雄博物館 F影院上映作品
  - 《多啦A夢誕生》（編劇，2020年）
  - 《多啦A夢&F角色全明星 一點點不可思議的高速列車》（編劇，2021年）
  - 《多啦A夢&F角色全明星：夢的小鎮 F 樂園》（編劇，2024年）
- 《胖虎世界巡迴演唱會》（編劇，「100%多啦A夢&FRIENDS」巡迴特展 展覽原創短篇動畫）

### 電影
- 《電影多啦A夢：大雄的繪畫世界物語》（編劇，2025年）

### 特攝片
- 《超人力霸王R / B》（編劇・系列構成，2018年）
- 《超人 NEW GENERATION CHRONICLE》（構成，2019年）
- 《超人 Chronicle ZERO&GEED》（構成，2020年）

### 線上節目
- 《下下紘輝(2022年-、DMMTV)》（構成[2]）

### 印象DVD
- 安田美沙子印象DVD「はんなり」
- 太田在印象DVD「アリアリウム」
- 山内明日印象DVD「風光明日」

### 電視節目
- 《鬧鐘電視》（2001年～）
- 《himico.tv》（2001年）
- 《カメラが見た決定的瞬間》（2002年）
- 《我が家の仰天ニュース》（2002年）
- 《奇跡の生還者たち》(2003年)
- 《みのもんたコロシアム》（2003年）
- 《これが日本のベスト100》（2004年）
- 《はなまるマーケット》（2004年）
- 《ベストヒットUSA》（2004年）
- 《創造市場》（2005年）
- 《久石譲の世界～心を奏でる》（2005年）
- 《ベストヒットライブ》（2006年）
- 《U・LA・LA》（2007年）
- 《勝利の女神〜3rdSTAGE〜》（2007年）
- 《パジャマハウス》（2008年）
- 《超音2〜スーパーミュージック〜（2008年）
- 《アニメ星人》(2009年)
- 《勝利の女神4》（2009年）
- 《勝利の女神5》（2010年）
- 《BBC地球伝説》（2011年）
- 《スッキリ！》（2011年）
- 《ミステリーハウス》（2012年）
- 《マジックチャンネル》（2012年）
- 《テストの花道》（2013年）
- 《わぐばん！》（構成・導演，2015年）
- 《オカモトラベル》(構成，2018年）
- 《Run Girls, Run!のらんがばん!》[3] (構成・導演，2019年）

## 外部連結
- 伊藤公志的X（前Twitter）
- 伊藤公志的Instagram帳戶